# Сывтуга
Сы́втуга — река в Онежском и Плесецком районах Архангельской области, правый приток Кожи.
В XIX—XX веках в Сывтуге и её притоке Таманьге вёлся промысел речного жемчуга.

## Характеристика
Длина реки — 152 км. Площадь бассейна — 1780 км².
Берёт начало из озера Сывтозеро (Сивт-озеро), впадает в реку Кожа. Высота истока — 164 м над уровнем моря. Высота устья — 11,1 м над уровнем моря.
Питание реки снеговое и дождевое. Ледостав с середины ноября по конец апреля.

## Притоки
Мяланга, Порса, Нимеша, Талзанга (Талзанка).